# Tagish Lake (meteorito)
Fragmento de 159 g do meteorito
O meteorito Tagish Lake caiu às 16:43 UTC de 18 de janeiro de 2000 no área do lago Tagish ao noroeste da Columbia Britânica, no Canadá nas coordenadas 59° 42′ 16″ N, 134° 12′ 05″ O.

## História
Fragmentos do meteorito Tagish Lake caíram na Terra a 18 de janeiro de 2000 às 16:43 UT (8:43 hora local em Yukon) após que um meteorito maior explodiu na estratosfera a uma altitude entre 50-30 km com uma estimativa de libertação total de energia de ao redor de 1,7 Quilotoneladas. Após que se reportasse o avistamento de um meteoroide ao sul do Yukon e ao norte da Colúmbia Britânica, no Canadá, mais de 500 fragmentos de meteorito foram tomados da superfície congelada do lago. Fotografias do rastro deixado pelo meteorito na atmosfera anteriormente ao evento e informação de satélite do Departamento de Defesa dos Estados Unidos reportaram a trajetória meteórica.  A maioria dos fragmentos pedregosos de condrita carbonácea aterraram no braço Taku do lago, detendo sobre a superfície congelada do mesmo. O passo do meteorito e a explosão a uma grande altura acenderam uma ampla variedade de sensores de satélites como também de sismógrafos.

## Meteoroide
Estima-se que o meteoroide Tagish Lake deveu ter tido 4 m de diâmetro e 56 toneladas de massa antes de entrar a atmosfera da Terra. No entanto, também se estima que só 1,3 t ficaram após a ablação e vários fenómenos de fragmentação na alta atmosfera, o que significa que ao redor de 97% do meteorito se vaporizou se transformando maioritariamente em pó estratosférico. Este fenómeno pôde ser visto até para perto de doze horas após o evento, durante o entardecer, na forma de nuvem mesosférica polar ao noroeste de Edmonton. Das 1,3 t de rocha fragmentada, pouco mais de 10 kg (ao redor de 1%) foi encontrado e coletado.

## Instâncias
O Tagish Lake está classificado como uma condrita carbonácea, do tipo C2 não agrupadas. Suas partes são de cor cinza escura a quase negro com inclusões de cores claras, e um tamanho máximo de 2.3 kg.  Excepto por uma costra de fusão grisácea, os meteoritos têm a aparência visual de um carvão vegetal briqueta. A fins de janeiro de 2000, os fragmentos foram transportados a instalações de investigação em seu estado de congelamento depois de que fossem colectados por um residente local. Os primeiros estudos destes fragmentos frescos foram feitos em colaboração com a NASA. A neve cobriu o resto dos fragmentos até abril de 2000 quando a sua busca foi levada a cabo pelos pesquisadores da Universidade de Calgary e a Universidade de Western Ontario. Estes últimos fragmentos foram encontrados em sua maioria afundados no gelo desde um poucos cm até mais de 20 cm, e tiveram que ser coletados de buracos de água derretida ou cortados de blocos de gelo da superfície congelada do lago Tagish.
Fragmentos do fresco, "pristino" meteorito Tagish Lake totalizando mais de 850 g são atualmente conservados na coleção do Museu Real de Ontário e a Universidade de Alberta. Fragmentos "degradados" fruto da busca de abril–maio de 2000 são a sua vez conservados em maior medida na Universidade de Calgary e a Universidade de Western Ontario.

## Análise e classificação
As análises têm mostrado que fragmentos de Tagish Lake são de um tipo primitivo, que contém granulos de pó de estrelas sem mudanças que poderiam ter sido parte de uma nuvem do material que criou o nosso Sistema Solar e nosso Sol. Este meteorito mostra algumas similitudes com duas dos mais primitivos tipos de condrita carbonácea, as CI e CM; é, no entanto, bastante diferente de qualquer delas. O Tagish Lake tem uma muito menor densidade que qualquer outro tipo de condrita e de facto está composto por duas rochas diferentes. A maior diferença entre as duas litologia é a abundância de carbonatos minerais; uma é pobre em carbonatos e a outra é rica neles.
O meteorito contém abundante matéria orgânica, incluindo aminoácidos  A mesma poderia ter-se formado originalmente no meio interestelar e/ ou disco solar protoplanetário, mas foi subsequentemente modificado no corpo originário do asteroide meteorito.
Uma porção do carbono no meteorito Tagish Lake está contido no que se chama nano diamantes - pequeníssimos grãos de diamantes de menos de uns poucos micrómetro de tamanho. De facto, o Tagish Lake contém mais nano diamantes que nenhum outro meteorito.

## Origem

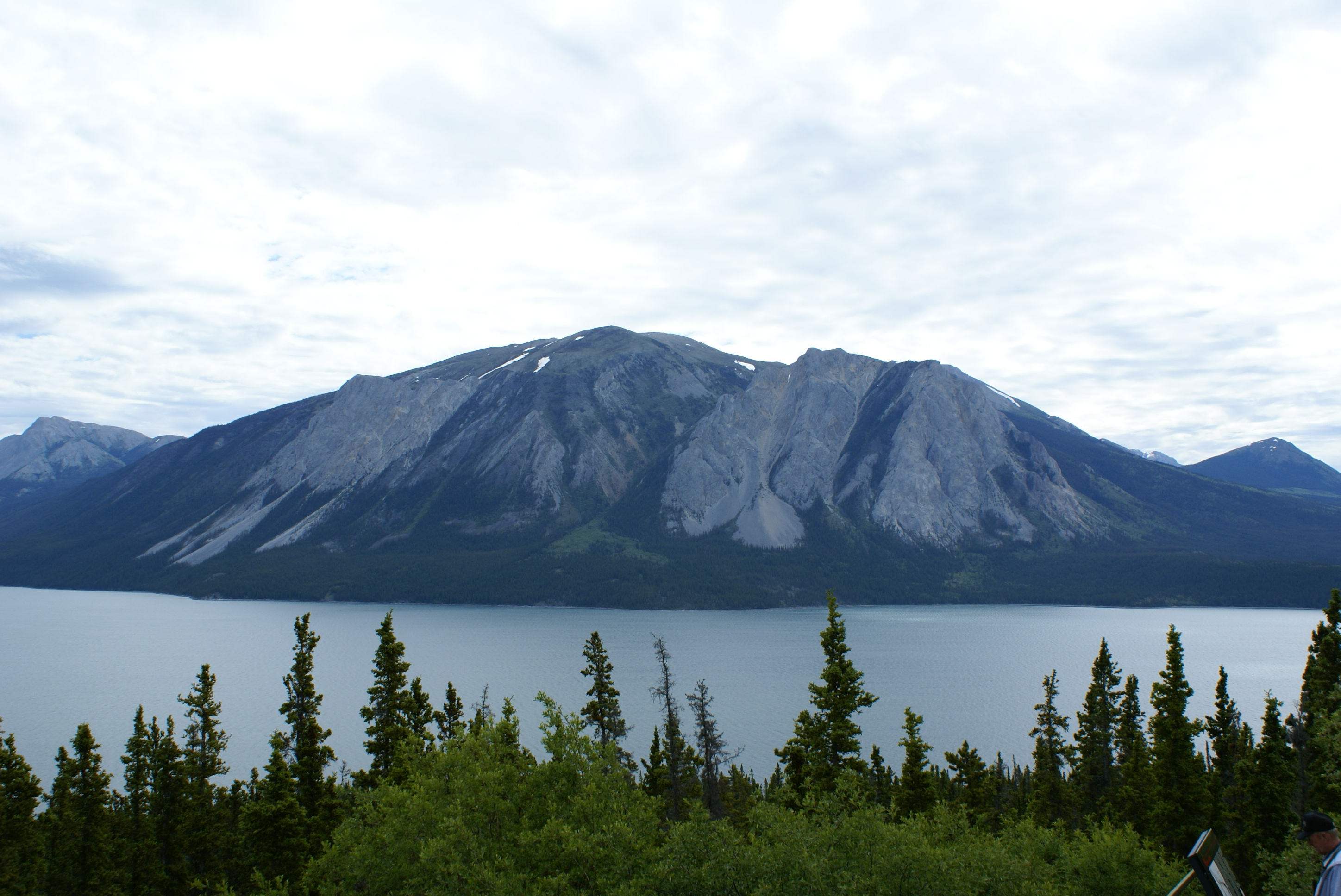
O lago Tagish, onde caiu o meteorito homónimo

Baseado nos ditos de testemunhas presenciais do meteoroide causado pelo meteoroide ingressante e nas fotografias calibradas do rastro deixado pelo mesmo e visível por para perto de meia hora, cientistas têm conseguido calcular a órbita que seguiu antes de impactar com a Terra. Ainda que nenhuma das fotografias capturou ao bólido diretamente, seu rastro foi reconstruido a partir de duas fotografias calibradas tomadas minutos após o fenómeno, dando o ângulo primeiramente. As manifestações das testemunhas presenciais nas cercanias de Whitehorse, Yukon constrinjam com exatidão o azimute da trajetória terrestre desde qualquer de seus lados. Encontrou-se que o meteorito Tagish Lake teve uma pré-entrada de órbita tipo Apolo que o trouxe desde algum lugar para além do cintura de asteroides. Atualmente, há só onze quedas de meteoritos com órbitas de pré-entrada determinadas com exatidão, a partir de fotografias ou gravações de vídeos de meteoritos tomados desde dois ou mais ângulos diferentes.
Posteriores estudos do espectro de refletância do meteorito indicaram que o mais provável é que se tenha originado desde o asteroide tipo D (773) Irmintraud.